# 3376 Armandhammer
3376 Armandhammer eller 1982 UJ8 är en asteroid i huvudbältet som upptäcktes den 21 oktober 1982 av den sovjetisk-ryska astronomen Ljudmila Zjuravljova vid Krims astrofysiska observatorium på Krim. Den har fått sitt namn efter den amerikanske filantropen Armand Hammer.
Asteroiden har en diameter på ungefär 7 kilometer och den tillhör asteroidgruppen Vesta.